# Teenage Mutant Hero Turtles II: Back from the Sewers
Teenage Mutant Hero Turtles II: Back from the Sewers, ou Teenage Mutant Ninja Turtles II: Back from the Sewers en Amérique du Nord, ou simplement Teenage Mutant Ninja Turtles 2 au Japon, est un jeu vidéo de type beat them all développé et édité par Konami sur Game Boy en 1991. Le jeu s'inspire des séries d'animation télévisée Les Tortues ninja.

## Synopsis
Cette fois-ci, c'est Splinter qui s'est fait capturer par Krang. Leonardo, Michelangelo, Raphael et Donatello se mettent à la recherche de leur maitre jusqu'à arriver sur Krang et Shredder.